# Orde van Onafhankelijkheid (Tunesië)
De Orde van Onafhankelijkheid, in het Arabisch "Wisam al-Istiqlal", werd op 16 september 1956 door het zojuist van het als zeer knellend ervaren Franse protectoraat bevrijde Koninkrijk Tunesië ingesteld. Koning Muhammad al-Amin was de stichter.
Het lint was wit met rode biezen en drie smalle rode strepen in het midden.
De monarchie werd al na een jaar afgeschaft en de ridderorden van de koning werden afgeschaft. Deze orde was de enige uitzondering. Een hervorming van de Orde van Onafhankelijkheid zorgde ervoor dat deze na maart 1959 ook in de nieuwe republiek werd verleend.
Het lint is rood met twee smalle witte strepen langs de rand.
De orde heeft de gebruikelijke vijf graden.
- Grootlint
- Grootofficier
- Commandeur
- Officier
- Ridder

## Decoranti
- Farah Diba, (Grootkruis)
- Mohammad Reza Pahlavi, (Grootkruis)

Ridderorden van de bey en van het koninkrijk
De Huisorde van de Husainid · De Orde van het Bloed · De Orde van het Fundamentele Verbond · De Orde van de Glorie · De Orde van Abdu'l-Kedir · De Orde van Nazir · De Orde van de Kroon van Tunesië · De Orde van Onafhankelijkheid
Ridderorden van de republiek

De Orde van Onafhankelijkheid · De Orde van de Republiek · De Nationale Orde van Verdienste  · 
De Orde van Culturele Verdienste · 
De Orde van Ambachtelijke Verdienste · 
De Orde van Verdienste voor de Landbouw · 
De Orde van Verdienste voor het Onderwijs · 
De Orde van de Ingenieurs · 
De Orde van Maritieme Verdienste · 
De Orde van de 7e November · 
De Orde van Sportieve Verdienste · 
De Orde van Academische Verdienste · 
De Orde van Loyaliteit en Sacrifice
Zie ook: Ridderorden in Tunesië